# Agia Anna (Zypern)
Agia Anna (griechisch Αγία Άννα, türkisch Akhisar) ist ein Ort im Bezirk Larnaka in Zypern. Bei der letzten amtlichen Volkszählung im Jahr 2021 hatte der Ort 411 Einwohner.

## Lage

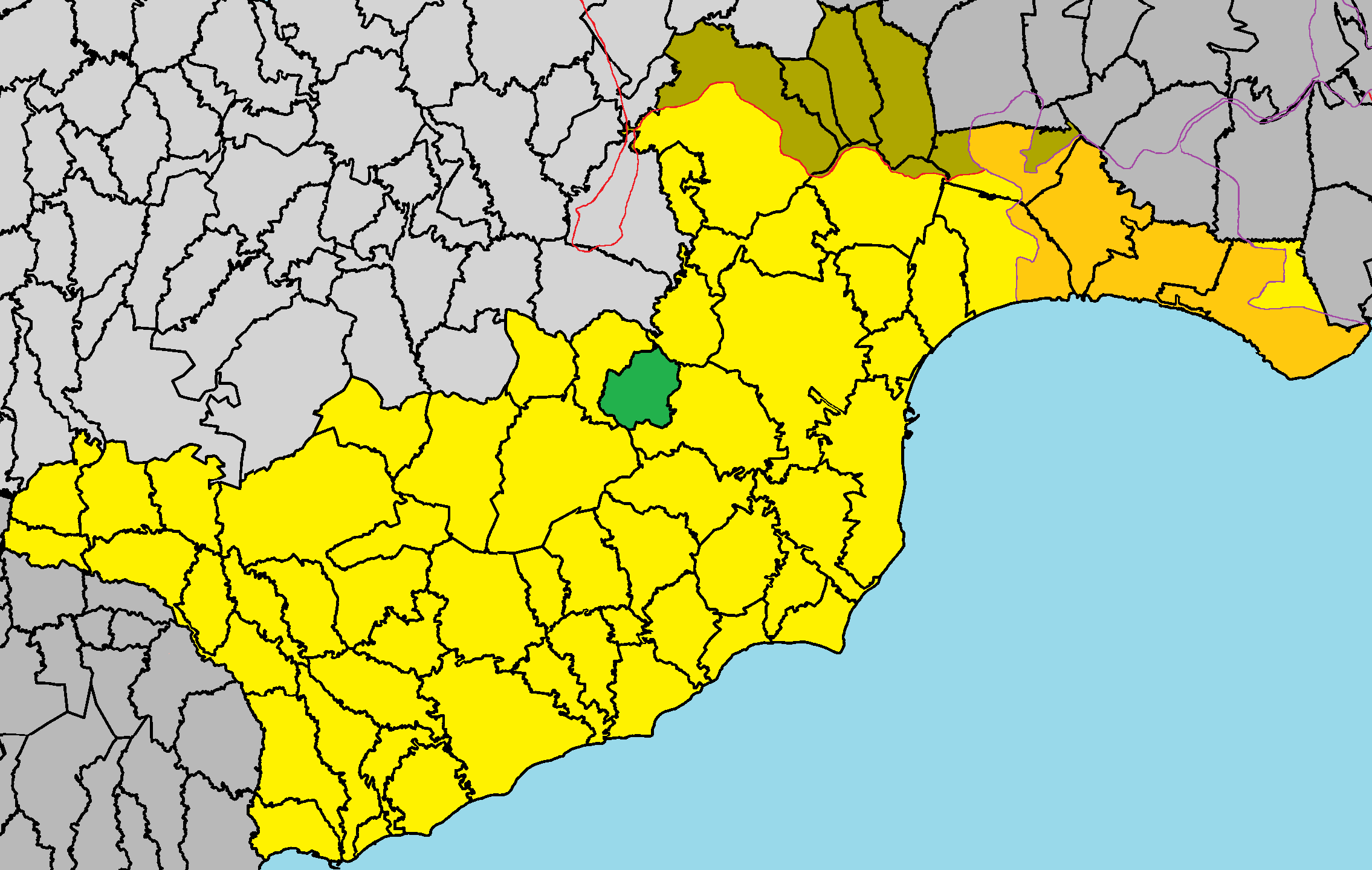
Lage im Bezirk Larnaka

Agia Anna liegt in der südöstlichen Mitte der Insel Zypern auf 147 Metern Höhe, etwa 26 km südöstlich der Hauptstadt Nikosia, 12 km westnordwestlich von Larnaka und 50 km nordöstlich von Limassol.
Nördlich beginnt der Bezirk Nikosia und durch das Dorf fließt der Fluss Tremithos.
Orte in der Umgebung sind Psevdas gleich neben Agia Anna im Westen, Lympia im Bezirk Nikosia und Akıncılar/Louroujina in der Türkischen Republik Nordzypern im Norden, Kalo Chorio, Goşşi und Aradippou im Osten sowie Klavdia und Alethriko im Süden.